# Gotham FC
NJ/NY Gotham FC, i dagligt tal Gotham, är ett damfotbollslag i amerikanska proffsligan NWSL. Laget har före det varit med i ligan WPS, men den lades ner.
Laget bildades 2006 som Jersey Sky Blue och representerar delstaten New York men har sin hemmaarena i Harrison i New Jersey. Den heter Red Bull Arena och har en publikkapacitet på cirka 25 000 åskådare. 2008–2020 gick laget under namnet Sky Blue FC. 2009 vann man slutspelet och blev amerikanska mästare. 
I lagets trupp har det tidigare funnits många kända landslagsspelare som Laura Österberg Kalmari, Therese Sjögran, Eniola Aluko, Anita Asante, Karen Bardsley, Heather O'Reilly och Robin Heath samt, inte minst, Carli Lloyd.

## Spelare

### Nuvarande trupp
Från och med den 19 september 2024
| No. | Pos. | Player                   | Nation        |
| --- | ---- | ------------------------ | ------------- |
| 1   | GK   | Michelle Betos (Captain) | United States |
| 2   | DF   | Jenna Nighswonger        | United States |
| 3   | DF   | Bruninha                 | Brazil        |
| 4   | GK   | Abby Smith               | United States |
| 5   | DF   | Kelley O'Hara            | United States |
| 6   | MF   | Emily Sonnett            | United States |
| 7   | MF   | McCall Zerboni           | United States |
| 8   | DF   | Taryn Torres             | United States |
| 9   | FW   | Esther González          | Spain         |
| 10  | FW   | Lynn Williams            | United States |
| 13  | FW   | Ella Stevens             | United States |
| 14  | MF   | Nealy Martin             | United States |
| 15  | DF   | Tierna Davidson          | United States |
| 16  | MF   | Rose Lavelle             | United States |
| 17  | MF   | Delanie Sheehan          | United States |
| 18  | MF   | Yazmeen Ryan             | United States |
| 19  | FW   | Crystal Dunn             | United States |
| 20  | FW   | Jéssica Silva            | Portugal      |
| 21  | DF   | Sam Hiatt                | United States |
| 22  | DF   | Mandy Freeman            | United States |
| 23  | FW   | Margaret Purce           | United States |
| 24  | FW   | Cece Kizer               | United States |
| 27  | DF   | Jess Carter              | England       |
| 30  | GK   | Ann-Katrin Berger        | Germany       |
| 38  | GK   | Cassie Miller            | United States |
| 77  | DF   | Maitane López            | Spain         |